# Wormit
Wormit est un village d'Écosse, situé dans le council area, l'ancien comté et région de lieutenance du Fife. Elle est située sur les bords du Firth of Tay et se trouve à l'une des deux extrémités du pont ferroviaire du Tay (l'autre étant la grande ville de Dundee).
Le roi de Norvège Haakon VII y a vécu, pendant la Seconde Guerre mondiale.

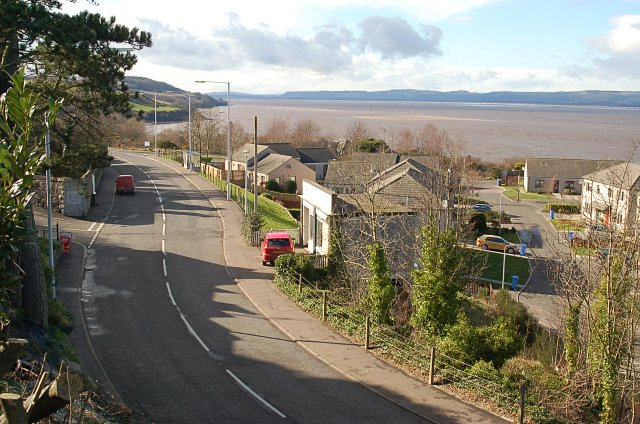
Wormit, vue depuis l'ancienne gare